# 日レスインビテーションカップ
日レスインビテーションカップ（にちレスインビテーションカップ）は、日本女子プロ将棋協会（LPSA）と日本レストランシステムが主催し、トーエル、キリンビール、中沢乳業が協賛する将棋の女流棋戦（LPSA公認棋戦）。LPSA所属の女流棋士などが参加する。優勝賞金は100万円で、LPSA主催による初の大型棋戦として2007年に創設された。

## 方式
- LPSA所属現役女流棋士とLPSA公認ツアー女子プロ、女性アマチュア招待選手（2 - 3名）が参加するトーナメントにより優勝者を決定する[2]。第4回と第5回では元女流棋士の林葉直子も招待選手として出場した。
- 持ち時間は対局時計使用で1回戦から準決勝までが各40分、決勝戦は各90分で、持ち時間を使い切ったら1手60秒未満。
- 第3回より準々決勝と準決勝は合わせて同日一斉の公開対局で行われていて、大盤解説会も開催されている[3]。
- 決勝戦の対局は東京都世田谷区にある和室で行われている。
- 全局インターネットで中継されている。
- 2013年の第7回を最後に開催のアナウンスがなく、事実上休止状態となっている。

## 歴代決勝結果
段位、肩書き等は対局当時のもの。
| 回 | 対局日         | 優勝             | 準優勝               |
| -- | -------------- | ---------------- | -------------------- |
| 1  | 2007年11月17日 | 中井広恵女流六段 | 石橋幸緒女流王位     |
| 2  | 2008年9月27日  | 中井広恵女流六段 | 中倉宏美女流初段     |
| 3  | 2009年10月24日 | 石橋幸緒女流王位 | 成田弥穂女子アマ王位 |
| 4  | 2010年9月25日  | 中井広恵女流六段 | 石橋幸緒天河         |
| 5  | 2011年9月24日  | 中井広恵天河     | 船戸陽子女流二段     |
| 6  | 2012年9月29日  | 中井広恵天河     | 渡部愛女流3級        |
| 7  | 2013年9月28日  | 渡部愛女流3級    | 中井広恵女流六段     |